# Neon Genesis Evangelion: Ayanami Raising Project
Neon Genesis Evangelion: Ayanami Raising Project (яп. 新世紀エヴァンゲリオン 綾波育成計画 Син Сеики Эвангерион Аянами Икусеи Кеикаку) — однопользовательский, симулятор, разработанный компаниями Gainax и BROCCOLI и основанный на аниме и манге «Евангелион». Интерфейс игры схож с интерфейсом серии игр «Princess Maker», тоже разработанной Gainax. Игра была выпущена под Windows в 2001 году, а в следующем году была выпущена версия под Dreamcast.
Годом позднее была выпущена версия игры для PlayStation 2 под названием «Ayanami Raising Project with Asuka Supplementing Project» (яп. 新世紀エヴァンゲリオン 綾波育成計画withアスカ補完計画 Син Сеики Эвангерион Аянами Икусеи Кеикаку with Асука хокан кеикаку). В ней помимо изначальной возможности руководить развитием Рей Аянами была добавлена возможность руководить развитием Аски Сорью. Данная возможность появлялась после завершения линии Рей. В 2008 году вышла версия для Nintendo DS, под названием «Син Сеики Эвангерион Аянами Икусеи Кеикаку DS with Асука хокан кеикаку» (яп. 新世紀エヴァンゲリオン 綾波育成計画DS with アスカ補完計画).

## Описание
Согласно сюжету, игрок берёт на себя роль лейтенанта Nerv. Так как Гэндо Икари временно не может заботиться о Рей Аянами, игрок должен взять на себя роль её опекуна. В этой роли он должен составлять и согласовывать с Рэй расписание регулирующее время которое она тратит на образование, работу и досуг. Игра продолжается примерно год и содержит в себе сцены из оригинального сериала и фильма «The End of Evangelion».